# Metz-Tessy
Metz-Tessy és un municipi francès situat al departament de l'Alta Savoia i a la regió d'Alvèrnia-Roine-Alps. L'any 2007 tenia 2.490 habitants.

## Demografia

### Població
El 2007 la població de fet de Metz-Tessy era de 2.490 persones. Hi havia 932 famílies de les quals 216 eren unipersonals (84 homes vivint sols i 132 dones vivint soles), 236 parelles sense fills, 420 parelles amb fills i 60 famílies monoparentals amb fills.
La població ha evolucionat segons el següent gràfic:
Habitants censats

### Habitatges
El 2007 hi havia 1.041 habitatges, 941 eren l'habitatge principal de la família, 12 eren segones residències i 88 estaven desocupats. 577 eren cases i 448 eren apartaments. Dels 941 habitatges principals, 621 estaven ocupats pels seus propietaris, 290 estaven llogats i ocupats pels llogaters i 30 estaven cedits a títol gratuït; 22 tenien una cambra, 105 en tenien dues, 137 en tenien tres, 224 en tenien quatre i 453 en tenien cinc o més. 853 habitatges disposaven pel capbaix d'una plaça de pàrquing. A 353 habitatges hi havia un automòbil i a 547 n'hi havia dos o més.

### Piràmide de població
La piràmide de població per edats i sexe el 2009 era:
| Homes | Edats   | Dones |
| ----- | ------- | ----- |
| 0     | 95 o +  | 0     |
| 0     | 90 a 94 | 4     |
| 12    | 85 a 89 | 16    |
| 4     | 80 a 84 | 16    |
| 16    | 75 a 79 | 8     |
| 20    | 70 a 74 | 20    |
| 20    | 65 a 69 | 28    |
| 20    | 60 a 64 | 28    |
| 36    | 55 a 59 | 32    |
| 84    | 50 a 54 | 72    |
| 96    | 45 a 49 | 84    |
| 100   | 40 a 44 | 92    |
| 72    | 35 a 39 | 76    |
| 100   | 30 a 34 | 116   |
| 60    | 25 a 29 | 56    |
| 80    | 20 a 24 | 56    |
| 96    | 15 a 19 | 40    |
| 76    | 10 a 14 | 48    |
| 84    | 5 a 9   | 96    |
| 72    | 0 a 4   | 76    |

## Economia
El 2007 la població en edat de treballar era de 1.732 persones, 1.354 eren actives i 378 eren inactives. De les 1.354 persones actives 1.288 estaven ocupades (674 homes i 614 dones) i 66 estaven aturades (35 homes i 31 dones). De les 378 persones inactives 107 estaven jubilades, 169 estaven estudiant i 102 estaven classificades com a «altres inactius».

### Ingressos
El 2009 a Metz-Tessy hi havia 921 unitats fiscals que integraven 2.511,5 persones, la mediana anual d'ingressos fiscals per persona era de 23.749 €.

### Activitats econòmiques
Dels 303 establiments que hi havia el 2007, 1 era d'una empresa alimentària, 4 d'empreses de fabricació de material elèctric, 13 d'empreses de fabricació d'altres productes industrials, 38 d'empreses de construcció, 37 d'empreses de comerç i reparació d'automòbils, 9 d'empreses de transport, 9 d'empreses d'hostatgeria i restauració, 11 d'empreses d'informació i comunicació, 29 d'empreses financeres, 27 d'empreses immobiliàries, 64 d'empreses de serveis, 55 d'entitats de l'administració pública i 6 d'empreses classificades com a «altres activitats de serveis».
Dels 49 establiments de servei als particulars que hi havia el 2009, 1 era una oficina de correu, 3 oficines bancàries, 2 tallers de reparació d'automòbils i de material agrícola, 1 taller d'inspecció tècnica de vehicles, 1 establiment de lloguer de cotxes, 5 paletes, 2 guixaires pintors, 8 fusteries, 3 lampisteries, 6 electricistes, 2 empreses de construcció, 2 perruqueries, 2 agències de treball temporal, 3 restaurants i 8 agències immobiliàries.
Dels 9 establiments comercials que hi havia el 2009, 1 era un supermercat, 1 una botiga de menys de 120 m², 1 una llibreria, 1 una botiga d'electrodomèstics, 3 botigues de material esportiu i 2 floristeries.
L'any 2000 a Metz-Tessy hi havia 9 explotacions agrícoles.

## Equipaments sanitaris i escolars
El 2009 hi havia 1 hospital de tractaments de curta durada, 1 centre d'urgències, 1 maternitat, 1 centre de salut i 1 ambulància.
El 2009 hi havia 2 escoles elementals.

## Poblacions més properes
El següent diagrama mostra les poblacions més properes.